# С'Аркиту
С'Аркиту је насеље у Италији у округу Ористано, региону Сардинија.
Према процени из 2011. у насељу је живело 105 становника. Насеље се налази на надморској висини од 21 м.